# Ciclo Rosa
Ciclo Rosa ist das größte und älteste queere Filmfestival Kolumbiens, das seit 2001 jährlich in der Hauptstadt Bogotá stattfindet. Der Name des Festivals (Zyklus Rosa) ist eine Hommage an den deutschen Filmemacher und LGBT-Aktivisten Rosa von Praunheim. Die Filmaufführungen finden größtenteils in der Kinemathek von Bogotá statt.